# Exposição

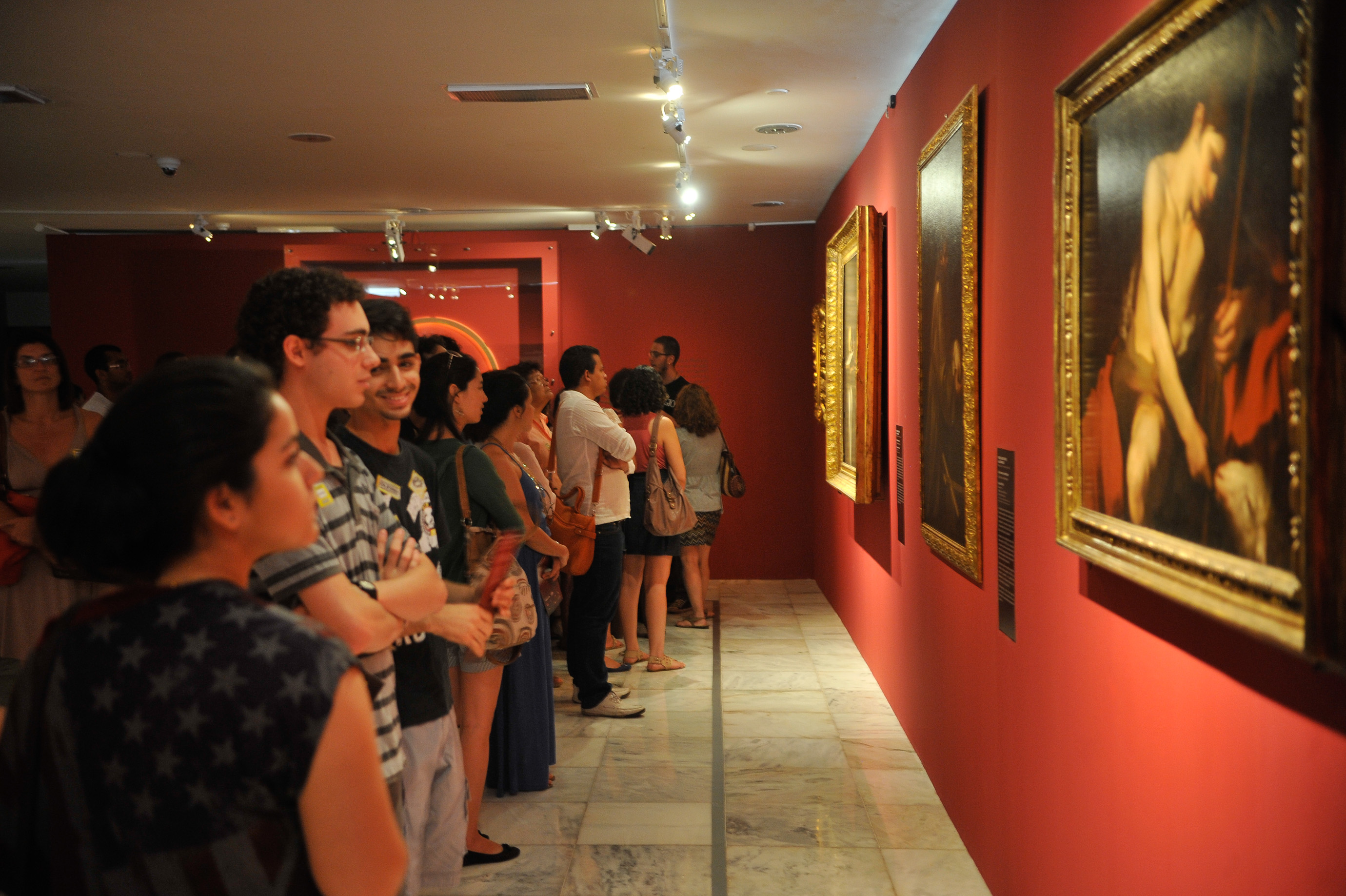
Exposição de obras do pintor barroco italiano Michelangelo Merisi.

Uma exposição (do latim expositione), em um amplo sentido, é uma apresentação organizada e exibição de uma seleção de itens. Na prática, as exposições geralmente ocorrem em um ambiente cultural ou educacional, tal como museu, galeria de arte, parque, biblioteca, sala de exposições ou espaços para exposições mundiais . As exposições podem ser dos mais diversos formatos e realizadas com diferentes objetos, como a de arte em museus importantes e galerias menores, as exposições interpretativas, as realizadas em museus de história natural e museus de história, e também de variedades, como as feiras de negócios.
Na música, exposição se refere à apresentação inicial dos elementos temáticos em uma fuga, sonata etc.

## História

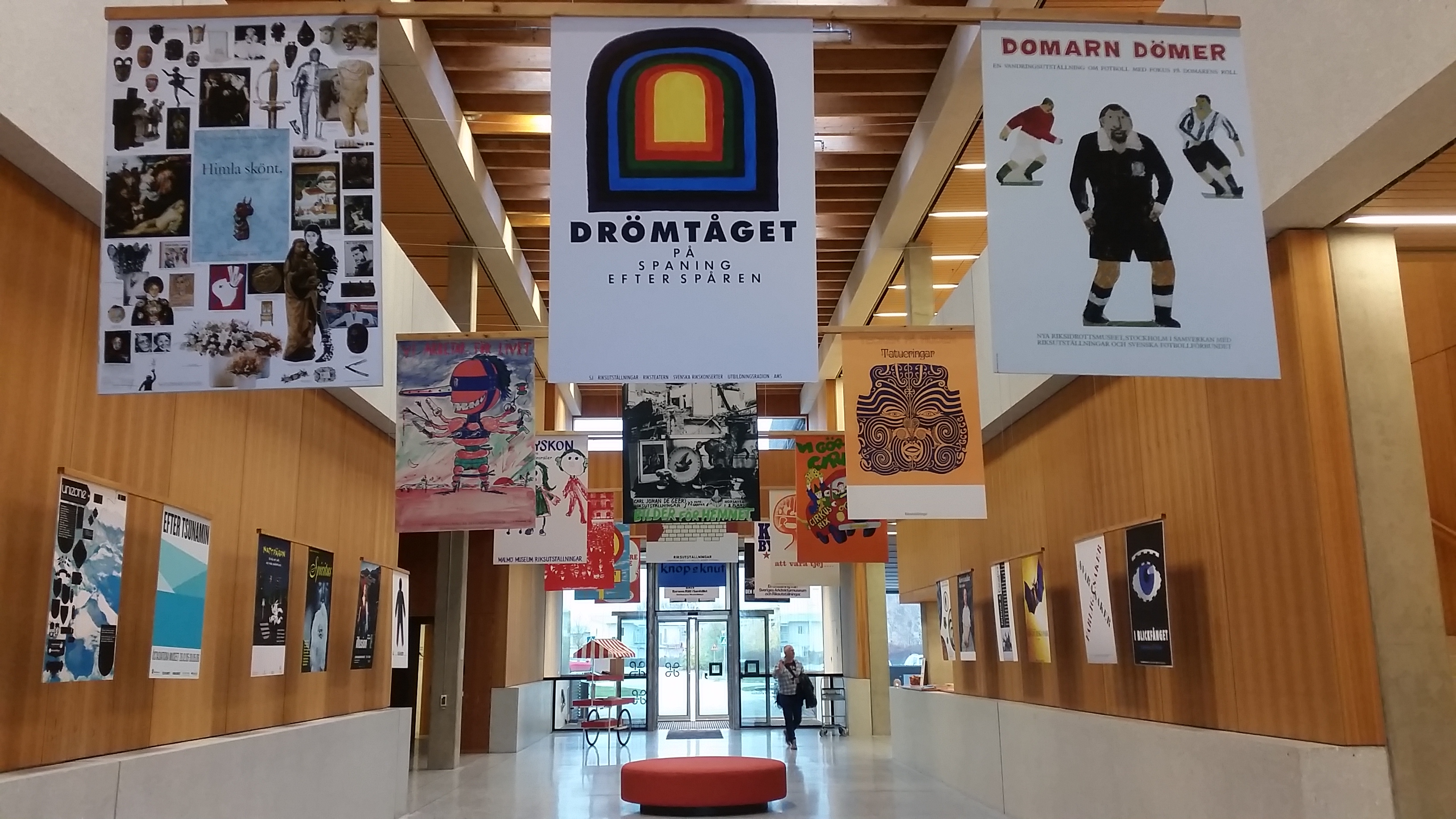
Exposição de pôsteres no saguão da Agência Sueca de Exposições 2015

Em meados do século XIX, muitos dos novos museus nacionais da Europa estavam em funcionamento e realizando exposições de suas próprias coleções, de coleções emprestadas ou uma mistura entre elas, prática que perdura na atualidade. A "Cronologia das Exposições Temporárias no Museu Britânico" remonta a 1838.
As exposições modernas estão preocupadas com a preservação, educação e demonstração. As primeiras exposições foram planejadas para atrair o interesse e a curiosidade do público. Antes da adoção generalizada da fotografia, a exposição de um único objeto poderia atrair grandes multidões. Alguns visitantes relatam terem sido acometidos pela síndrome de Stendhal, sentindo-se tontos ou oprimidos pela intensa experiência sensorial de uma exposição.

## Exposição artística
As exposições de arte podem ocorrer em série ou periodicamente, como é o caso das bienais, trienais e quadrienais. A primeira exposição de arte a ser um sucesso de bilheteria parece ter sido a de Pablo Picasso em 1960 no Tate em Londres.

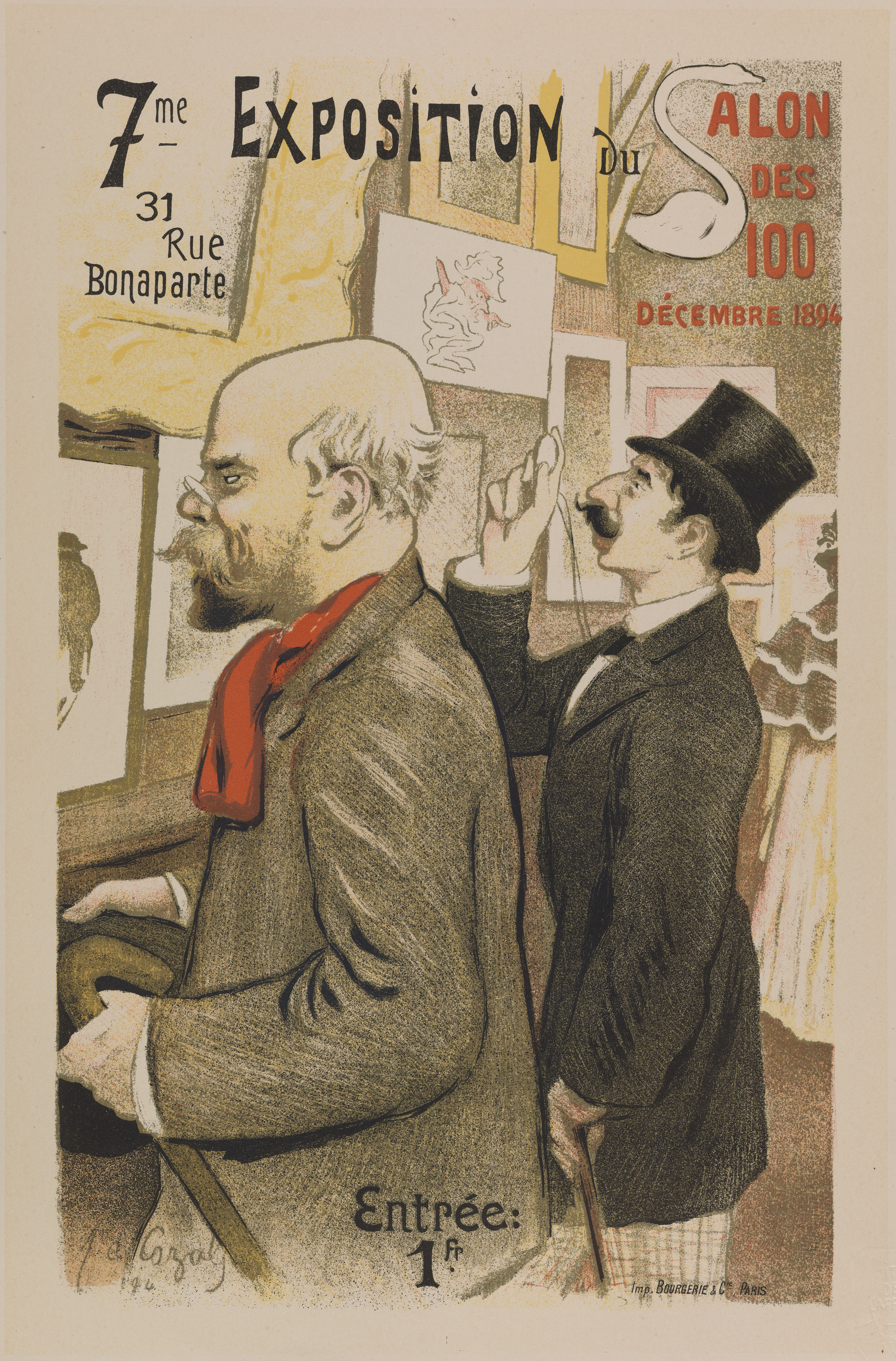
Cartaz para uma exposição de arte comercial de 1894 em Paris. O poeta Paul Verlaine à esquerda e Jean Moréas à direita.

## Exposição digital
As mudanças na comunicação científica e o surgimento da Internet levaram à criação de exposições digitais ou online. Esse tipo de exposição pode 
incluir a visualização digital de exibições físicas; tours de vídeo em museus, galerias de arte e outros locais culturais; e exposições online de arte, modelos ou ferramentas educacionais natodigitais. A integração da tecnologia da informação em museus e arquivos também criou oportunidades para experiências interativas e multimídia dentro de instituições culturais. Muitos museus e galerias possuem extensos recursos online que complementam ou aprimoram suas exposições físicas. Assim,  por um lado, o Museu Britânico, o Louvre e o MET, por exemplo, colocaram suas coleções online e, por outro lado, houve exposições digitais consideradas excelentes, como a "Public Poet, Private Man", realizada em 2009 sobre o trabalho de Henry Wadsworth Longfellow pela Association of College and Research Libraries.